# Kapusta czarna

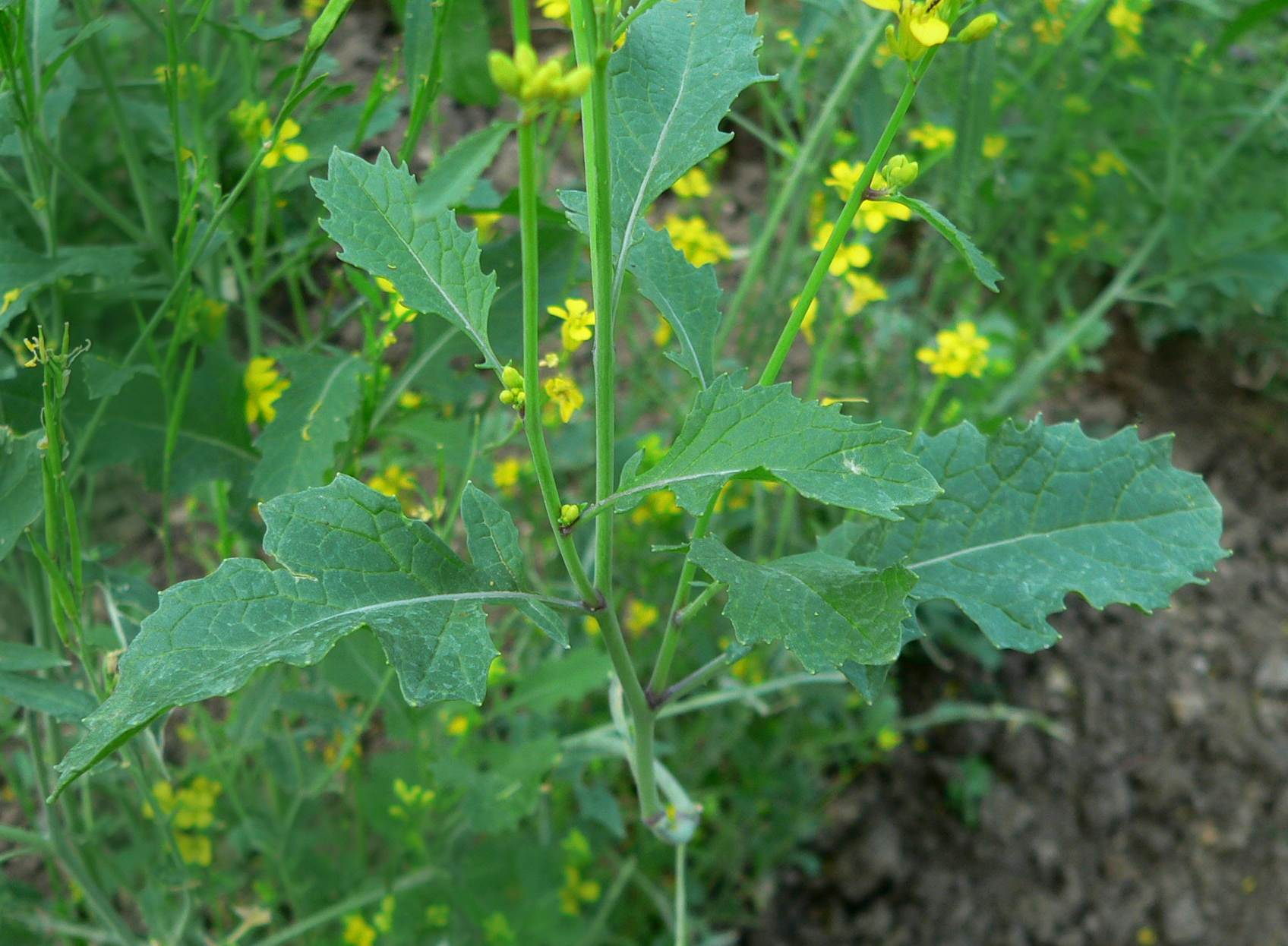
Pokrój

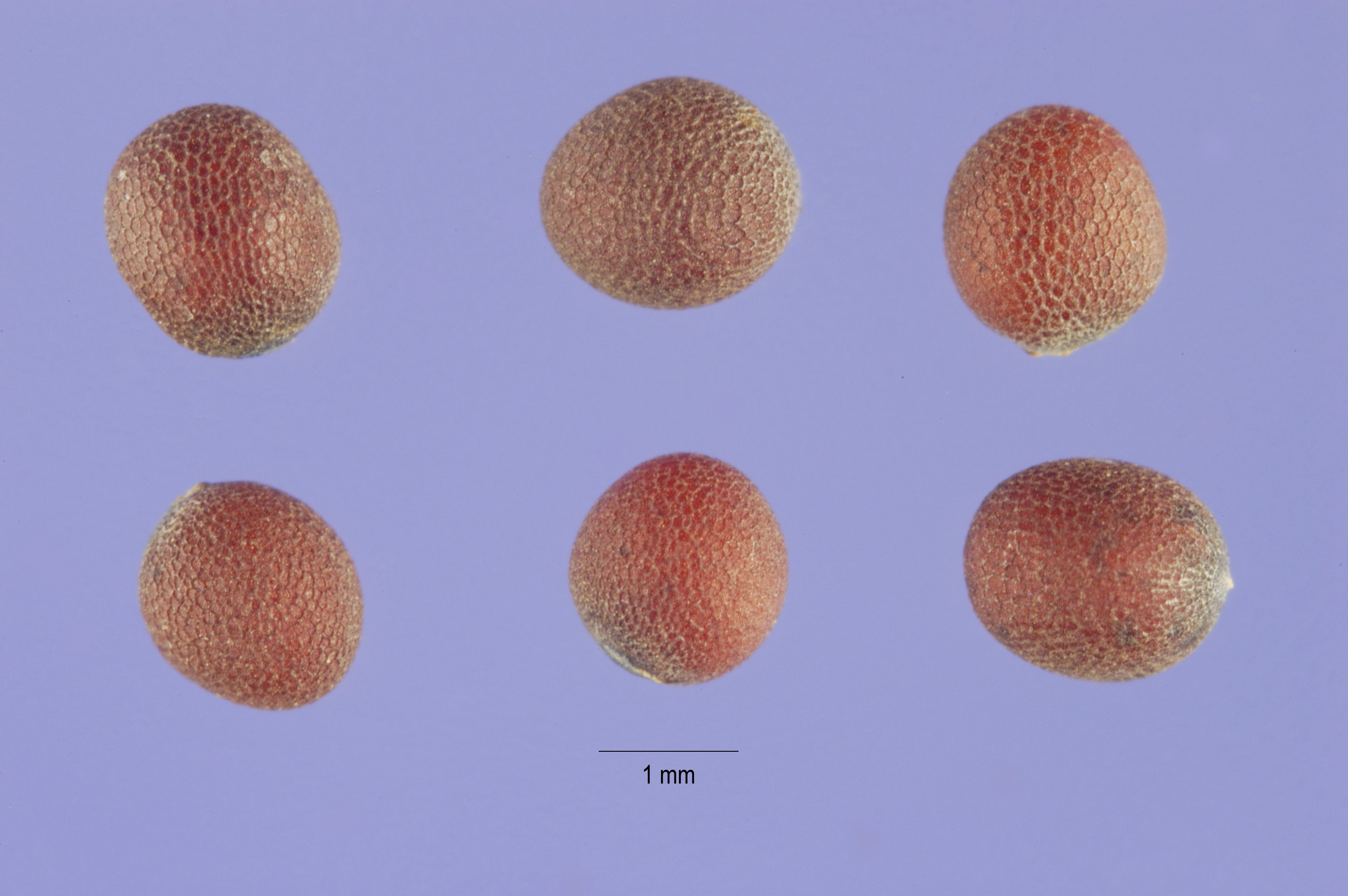
Nasiona

Kapusta czarna, kapusta gorczyca, gorczyca czarna (Brassica nigra) – gatunek rośliny z rodziny kapustowatych. Rośnie dziko w Afryce Północnej, na znacznej części Azji (Azja Zachodnia, Armenia, Kazachstan, Indie, Nepal, Pakistan, Chiny) i w całej niemal Europie. Rozprzestrzenia się też gdzieniegdzie poza tymi obszarami i jest uprawiana niemal w całej Europie, Azji, Ameryce i Afryce. W Polsce spotyka się ją często w stanie zdziczałym (antropofit zadomowiony). Obecnie zaliczana do rodzaju kapusta (Brassica), w starszych systematykach figuruje jako gatunek rodzaju gorczyca (Sinapis).

## Morfologia
ŁodygaWzniesiona, wyprostowana, dołem rzadko owłosiona. Dorasta 50–250 cm wysokości.
LiścieOgonkowe, całobrzegie. Dolne lirowatego kształtu, górne lancetowate. Wszystkie liście o żywozielonym kolorze.
KwiatyNiewielkie, żółte. Kielich mają początkowo stulony, później odstający. W słupku 5–11 zalążków.
OwocPrzylegająca do osi kwiatostanu łuszczyna o długości 1–2 cm, na długiej szypułce.

## Biologia i ekologia
Roślina jednoroczna. Kwitnie w czerwcu i lipcu. Siedlisko: pola, brzegi rzek, zarośla, rowy, pola uprawne (jako chwast lub uprawiana). Roślina ruderalna. Wymaga żyznych gleb. Jej nazwa związana jest z jej charakterystycznym gorzkim smakiem, który zawdzięcza synapinie – związkowi zawartemu w nasionach. W przeciwieństwie do innych przypraw, nasiona pozbawione są jednak zapachu.

## Zastosowanie
- Roślina uprawna: Głównymi producentami gorczycy są: Dania, Francja, Wielka Brytania, kraje Beneluxu.
- Sztuka kulinarna: Gorczyca jest przede wszystkim głównym składnikiem musztardy. Nasiona stosowane są do przyprawiania marynat, wędlin, maseł ziołowych, majonezów, surówek. Świetnie nadają się również do kwaszonych i konserwowanych ogórków i innych warzyw z octem. W kuchni indyjskiej dodaje się zmieloną gorczycę do chutneyów i innych sosów. Zwykle przed dodaniem do potraw nasiona praży się w gorącym oleju, aby uzyskały ostry aromat.
- Roślina lecznicza: W medycynie gorczyca dziś jest stosowana rzadziej między innymi jako środek moczopędny. Nasiona te stosowane są w chorobach przewodu pokarmowego, jako lek tak zwany śluzowy, czyli powlekający, przeciwzapalny, przeczyszczający. Wyciąg z gorczycy podaje się przy chorobach przewodu pokarmowego, takich jak przewlekłe stany zapalne żołądka i jelit, zaburzenia trawienia, zaparcia, choroba wrzodowa żołądka i dwunastnicy. Zewnętrznie zalecane są przy zapaleniu migdałków i gardła (do płukania). Olejek lotny tej rośliny jest podstawowym surowcem farmakologicznym. Służy do sporządzania plastrów łagodzących bóle reumatyczne i przeziębienia. Olejek gorczyczny ma różnorodne działanie, m.in. pobudza wydzielanie soku trzustkowego i żołądkowego. Działa żółciopędnie, ułatwiając trawienie pokarmów. Ma również właściwości antybakteryjne oraz obniża ciśnienie krwi. Substancja stosowana jest również do produkcji wyciągów oraz maści. Nasiona gorczyc zawierają znaczne ilości olejku tłustego (od 18 do 40%) i surowiec ten służy też do wydobywania z niego oleju technicznego i jadalnego.
- Nasiona czarnej gorczycy, spożyte w większych dawkach, mogą uszkodzić nerki i drogi moczowe powodując krwiomocz i białkomocz, a u kobiet silne przekrwienie macicy, zaś w przypadku ciąży nawet poronienie, w końcu porażenie ośrodkowego układu nerwowego.
- W lecznictwie ludowym wykorzystuje się rzekome promieniowanie wywołane przez nasiona gorczycy i stosuje zewnętrznie przy bólach reumatycznych (w postaci poduszek gorczycowych wypełnionych nasionami). Nasiona według znachorek zachowują zdolność promieniowania przez 4 lata. Brak jest danych naukowych na ten temat, najprawdopodobniej chodzi o fizyczne właściwości nasion przy masowaniu przez nie skóry.

## Obecność w kulturze
- Jest bardzo często wymieniana w Misznie wchodzącej w skład judaistycznego Talmudu[6].
- Roślina biblijna. Cytowana jest w Ewangeliach należących do Nowego Testamentu, w przypowieści Jezusa o podobieństwie Królestwa Niebieskiego do ziarnka gorczycy (Mt 13,31-32; Mk 4,31-32; Łk 13,19) oraz w nauce Jezusa o sile wiary (Mt 17,20; Łk 17,6)[6].